# XAML
XAML (forkortelse for eXtensible Application Markup Language, udtales /ˈzæməl/) er et deklarativt XML-baseret sprog udviklet af Microsoft til blandt andet at oprette og tildele værdier til objekter i .NET Frameworket. Det er udgivet under en særlig Microsoft licens Open Specification Promise, der kort fortalt betyder at Microsoft ikke vil sagsøge konkurrenter hvis de bruger XAML i deres produkter.
XAML bruges i Windows Presentation Foundation (WPF), Silverlight og Windows Workflow Foundation.
I WPF og Silverlight bruges XAML til at beskrive brugergrænsefladen dvs knapper, menuer, animation mv. men alt hvad man kan gøre i XAML kan også gøres i C# ved at instantiere WPF-klasser. Fordelen ved at lave brugergrænsefladen i XAML er at man kan designe brugergrænseflade i et designværktøj, der ikke kræver kendskab til programmeringssprog som C#.